# Білоославська сільська рада
Білоославська сільська рада — орган місцевого самоврядування у Надвірнянському районі Івано-Франківської області з адміністративним центром у с. Білі Ослави.

## Загальні відомості
Водоймища на території, підпорядкованій даній раді: річка Ославка.

## Населені пункти
Сільській раді підпорядковані населені пункти:
- с. Білі Ослави — населення 4 525 ос.; площа 40,404 км²; засн. в 1552 році

## Історія
17 січня 1940 року село Ослави Білі увійшло до новоствореного Делятинського району й утворена сільська рада. 13 листопада того ж року у зв'язку з ліквідацію Делятинського району сільська рада Ослави Білі приєднана до Яремчанського району.

## Склад ради
Рада складається з 28 депутатів та голови.

### Керівний склад ради
| ПІБ                        | Основні відомості                                                                     | Дата обрання | Дата звільнення |
| -------------------------- | ------------------------------------------------------------------------------------- | ------------ | --------------- |
| Щерб'юк Микола Миколайович | Сільський голова, 1967 року народження, освіта вища, член Української Народної Партії | 26.03.2006   | 31.10.2010      |
| Щерб'юк Микола Миколайович | Сільський голова, 1967 року народження, освіта вища, безпартійний                     | 31.10.2010   |                 |

Примітка: таблиця складена за даними джерела